# ان اسمیت
 ان اسمیت (انگلیسی: Anne Smith؛ زاده ۱ ژوئیهٔ ۱۹۵۹) یک تنیس‌باز اهل ایالات متحده آمریکا است.